# سیارک ۲۲۵۹۶
سیارک ۲۲۵۹۶ (به انگلیسی: 22596 Kathwallace، نامگذاری:1998HB114) بیست و دو هزار و پانصد و نود و ششمین سیارک کشف شده‌است که در ۲۳ آوریل ۱۹۹۸ کشف شد.
قدر مطلق سیارک برابر ۱۵.۵ است.